# Hamden (Connecticut)
Hamden – miasto w Stanach Zjednoczonych, w stanie Connecticut, w hrabstwie New Haven.
Urodził się tutaj amerykański aktor, Ernest Borgnine oraz Dana Terrace, amerykańska reżyserka, animatorka.